# Naturbahnrodel-Weltcup 2018/19
Der Naturbahnrodel-Weltcup 2018/19 begann 15. und 16. Dezember 2018 traditionell in Kühtai. Anschließend reiste der Weltcup-Tross weiter auf die Winterleiten (Österreich), zu einer Doppelveranstaltung nach Moskau, zum Klassiker nach Deutschnofen, weiter in die Karpaten nach Vatra Dornei und schließlich wieder zum Finale nach Umhausen. Es wurden in drei Disziplinen jeweils sieben Rennen ausgetragen. Höhepunkt der Saison war die Naturbahnrodel-Weltmeisterschaft 2019 in Latzfons.

## Damen-Einsitzer

### Ergebnisse
| Datum                     | Ort          | Siegerin         | Zweite                 | Dritte                 |
| ------------------------- | ------------ | ---------------- | ---------------------- | ---------------------- |
| 15. bis 16. Dezember 2018 | Kühtai       | Evelin Lanthaler | Greta Pinggera         | Tina Unterberger       |
| 10. bis 12. Januar 2019   | Winterleiten | Evelin Lanthaler | Greta Pinggera         | Tina Unterberger       |
| 14. bis 16. Januar 2019   | Moskau       | Evelin Lanthaler | Jekaterina Lawrentjewa | Greta Pinggera         |
| 17. bis 20. Januar 2019   | Moskau       | Evelin Lanthaler | Jekaterina Lawrentjewa | Tina Unterberger       |
| 25. bis 27. Januar 2019   | Deutschnofen | Evelin Lanthaler | Jekaterina Lawrentjewa | Greta Pinggera         |
| 8. bis 10. Februar 2019   | Vatra Dornei | Evelin Lanthaler | Greta Pinggera         | Jekaterina Lawrentjewa |
| 14. bis 16. Februar 2019  | Umhausen     | Evelin Lanthaler | Greta Pinggera         | Jekaterina Lawrentjewa |

### Weltcupstand
Endstand
| Rang | Name                   | Punkte |
| ---- | ---------------------- | ------ |
| 01   | Evelin Lanthaler       | 700    |
| 02   | Greta Pinggera         | 535    |
| 03   | Jekaterina Lawrentjewa | 505    |
| 04   | Tina Unterberger       | 440    |
| 05   | Michelle Diepold       | 356    |
| 06   | Alexandra Pfattner     | 315    |
| 07   | Darja Malejewa         | 289    |
| 08   | Michaela Niemetz       | 258    |
| 09   | Aleksandra Suvorova    | 210    |
| 10   | Lisa Walch             | 194    |

## Herren-Einsitzer

### Ergebnisse
| Datum                     | Ort          | Sieger              | Zweiter             | Dritter             |
| ------------------------- | ------------ | ------------------- | ------------------- | ------------------- |
| 15. bis 16. Dezember 2018 | Kühtai       | Alex Gruber         | Thomas Kammerlander | Florian Glatzl      |
| 10. bis 12. Januar 2019   | Winterleiten | Thomas Kammerlander | Alex Gruber         | Michael Scheikl     |
| 14. bis 16. Januar 2019   | Moskau       | Thomas Kammerlander | Alex Gruber         | Florian Glatzl      |
| 17. bis 20. Januar 2019   | Moskau       | Alex Gruber         | Patrick Pigneter    | Thomas Kammerlander |
| 25. bis 27. Januar 2019   | Deutschnofen | Alex Gruber         | Thomas Kammerlander | Patrick Pigneter    |
| 8. bis 10. Februar 2019   | Vatra Dornei | Thomas Kammerlander | Michael Scheikl     | Patrick Pigneter    |
| 14. bis 16. Februar 2019  | Umhausen     | Patrick Pigneter    | Thomas Kammerlander | Alex Gruber         |

### Weltcupstand
Endstand
| Rang | Name                | Punkte |
| ---- | ------------------- | ------ |
| 01   | Thomas Kammerlander | 625    |
| 02   | Alex Gruber         | 600    |
| 03   | Patrick Pigneter    | 505    |
| 04   | Michael Scheikl     | 432    |
| 05   | Florian Glatzl      | 405    |
| 06   | Florian Clara       | 321    |
| 07   | Alexander Jegorow   | 306    |
| 08   | Stefan Federer      | 294    |
| 09   | Christian Schopf    | 244    |
| 10   | Stanislaw Kowschik  | 223    |

## Doppelsitzer

### Ergebnisse
| Datum                     | Ort          | Sieger     | Sieger                           | Zweite   | Zweite                               | Dritte     | Dritte                               |
| ------------------------- | ------------ | ---------- | -------------------------------- | -------- | ------------------------------------ | ---------- | ------------------------------------ |
| 15. bis 16. Dezember 2018 | Kühtai       | Osterreich | Rupert Brüggler Tobias Angerer   | Italien  | Patrick Pigneter Florian Clara       | Russland   | Pawel Porschnew Iwan Lasarew         |
| 10. bis 12. Januar 2019   | Winterleiten | Italien    | Patrick Pigneter Florian Clara   | Italien  | Patrick Lambacher Matthias Lambacher | Russland   | Pawel Porschnew Iwan Lasarew         |
| 14. bis 16. Januar 2019   | Moskau       | Russland   | Stanislaw Kowschik Ilja Tarassow | Russland | Alexander Jegorow Pjotr Popow        | Italien    | Patrick Pigneter Florian Clara       |
| 17. bis 20. Januar 2019   | Moskau       | Italien    | Patrick Pigneter Florian Clara   | Russland | Alexander Jegorow Pjotr Popow        | Russland   | Stanislaw Kowschik Ilja Tarassow     |
| 25. bis 27. Januar 2019   | Deutschnofen | Italien    | Patrick Pigneter Florian Clara   | Russland | Pawel Porschnew Iwan Lasarew         | Osterreich | Rupert Brüggler Tobias Angerer       |
| 8. bis 10. Februar 2019   | Vatra Dornei | Italien    | Patrick Pigneter Florian Clara   | Russland | Alexander Jegorow Pjotr Popow        | Italien    | Patrick Lambacher Matthias Lambacher |
| 14. und 16. Februar 2019  | Umhausen     | Russland   | Pawel Porschnew Iwan Lasarew     | Italien  | Patrick Pigneter Florian Clara       | Osterreich | Rupert Brüggler Tobias Angerer       |

### Weltcupstand
Endstand
| Rang | Name                                   | Punkte |
| ---- | -------------------------------------- | ------ |
| 01   | Patrick Pigneter – Florian Clara       | 640    |
| 02   | Alexander Jegorow – Pjotr Popow        | 490    |
| 03   | Pawel Porschnew – Iwan Lasarew         | 459    |
| 04   | Patrick Lambacher – Matthias Lambacher | 435    |
| 05   | Stanislaw Kowschik – Ilja Tarassow     | 359    |
| 06   | Rupert Brüggler – Tobias Angerer       | 290    |
| 07   | Alexei Martjanow – Ivan Rodin          | 192    |
| 08   | Bine Mekina – Blaz Mekina              | 112    |
| 09   | Fabian Achenrainer – Miguel Brugger    | 101    |
| 10   | Maximilian Pichler – Matthias Pichler  | 100    |